# オリジナル・ジャズ・クラシックス
オリジナル・ジャズ・クラシックス（Original Jazz Classics）は、1983年に設立されたジャズを主としたファンタジー・レコード傘下のレコード・レーベル。「OJC」と略されることもある。

## 概要
オリジナル・ジャズ・クラシックスは、ファンタジー傘下のレーベルのLPからCDへの再発を行っていた。有名ジャズ・レーベルにプレスティッジ、リバーサイドなどがある。
2004年にファンタジーはコンコード・ミュージック・グループに買収された事により、このレーベルは解散。コンコードからRVGエディションのリマスター版等が再発され始めた。2006年によりコンコードは米ユニバーサル・ミュージックによる配給を受けている。
姉妹レーベルに、オリジナル・ブルース・クラシックスがある。

## 再発作品のオリジナル・レーベル
- ファンタジー・レコード (Fantasy Records)
- プレスティッジ・レコード (Prestige Records)
- リバーサイド・レコード (Riverside Records)
- コンテンポラリー・レコード (Contemporary Records)
- ギャラクシー・レコード (Galaxy Records)
- マイルストーン・レコード (Milestone Records)
- デビュー・レコード (Debut Records)
- ジャズランド・レコード (Jazzland Records)
- パブロ・レコード (Pablo Records)